# Adam Hughes
Adam Hughes (Riverside Township, 3 maggio 1967) è un fumettista statunitense. Ha lavorato per editori come DC Comics, Marvel Comics, Dark Horse Comics, riviste come Playboy e aziende quali Lucasfilm, Warner Bros. Pictures, Mutant Enemy Productions e Sideshow Collectibles. Deve buona parte della sua fama tra i lettori di fumetti alla resa grafica delle sue figure femminili, caratterizzate da forme molto prosperose. Tra i suoi soggetti più noti Catwoman, Wonder Woman, Power Girl e Vampirella.

## Carriera
Adam Hughes comincia a lavorare nell'industria dei comics nel 1985 all'età di 19 anni. 1988 realizza le matite del fumetto Maze Agency, all'interno della quale mostra per la prima volta il suo stile realistico. Lavora sulla testata fino al 1989, anno in cui esordisce nel fumetto mainstream sulla testata DC Comics della Justice League. Disegna le cover e gli interni della serie per due anni, per poi passare alla realizzazione delle sole cover. Dal 1998 disegna le copertine delle serie Wonder Woman e Catwoman, incarico che svolgerà per quattro anni. Nel periodo precedente al suo lavoro su Wonder Woman, Hughes realizza la miniserie Ghost per la casa editrice Dark Horse, nella quale approfondisce il suo stile sperimentale creando un Film Noir a fumetti. Nello stesso periodo lavora anche alla serie Gen¹³, che gli diede l'opportunità di scrivere la sua prima serie creator-owned. Nel 2010 ha pubblicato la raccolta Cover Run: The Dc Comics Art of Adam Hughes, che debutta alla seconda posizione dei best seller del New York Times come Best Hardcover Graphics Book. A partire da giugno 2011 è il copertinista della serie Batgirl, incarico che ricopre tuttora.

## Vita privata
Nell'agosto 2010 sposa Allison Sohn, sua compagna da tempo. Il suo passatempo preferito, quando non disegna, è rilassarsi con la moglie e i suoi due cani da pastore.

## Premi e riconoscimenti
- Eisner Award 2003, miglior copertinista (Wonder Woman, DC Comics)